# 諾萊杜伊馬區
諾萊杜伊馬區（西班牙語：Distrito de Nole Duima），是巴拿馬的一個行政區，位於該國西北部，由恩戈貝-布格雷特區負責管轄，面積185.1平方公里，2010年人口14,928，人口密度每平方公里80.65人。